# Ключ 45
| 屮                     | 屮                     | 屮                     |
| ---------------------- | ---------------------- | ---------------------- |
| 44                     | 45                     | 46                     |
| Піньінь:               | chè                    | chè                    |
| Чжуїнь:                | ㄔㄜˋ                  | ㄔㄜˋ                  |
| Вейд-Джайлз:           | ch'e4                  | ch'e4                  |
| Ютпхін:                | cit3                   | cit3                   |
| Он:                    |                        |                        |
| Кун:                   |                        |                        |
| Кандзі:                | 屮 tetsu               | 屮 tetsu               |
| Хун:                   | 풀, 싹날 pul, ssak nal | 풀, 싹날 pul, ssak nal |
| Им:                    | 철 cheol               | 철 cheol               |
| Індекс у Вікісловнику: | 屮                     | 屮                     |

Ключ 45 — ієрогліфічний ключ, що означає пагін і є одним із 31 (загалом існує 214) ключа Кансі, що складаються з трьох рисок.
У Словнику Кансі 38 символів із 40 030 використовують цей ключ.

## Символи, що використовують ключ 45

Як писати ієрогліф.

| кількість рисок | ієрогліфи |
| --------------- | --------- |
| без додаткових  | 屮        |
| 1 додаткова     | 屯        |
| 3 додаткові     | 屰        |